# Yamaha OX99-11
La Yamaha OX99-11 è una serie di tre prototipi realizzati della casa motociclistica giapponese Yamaha nel 1992.

## Contesto e sviluppo

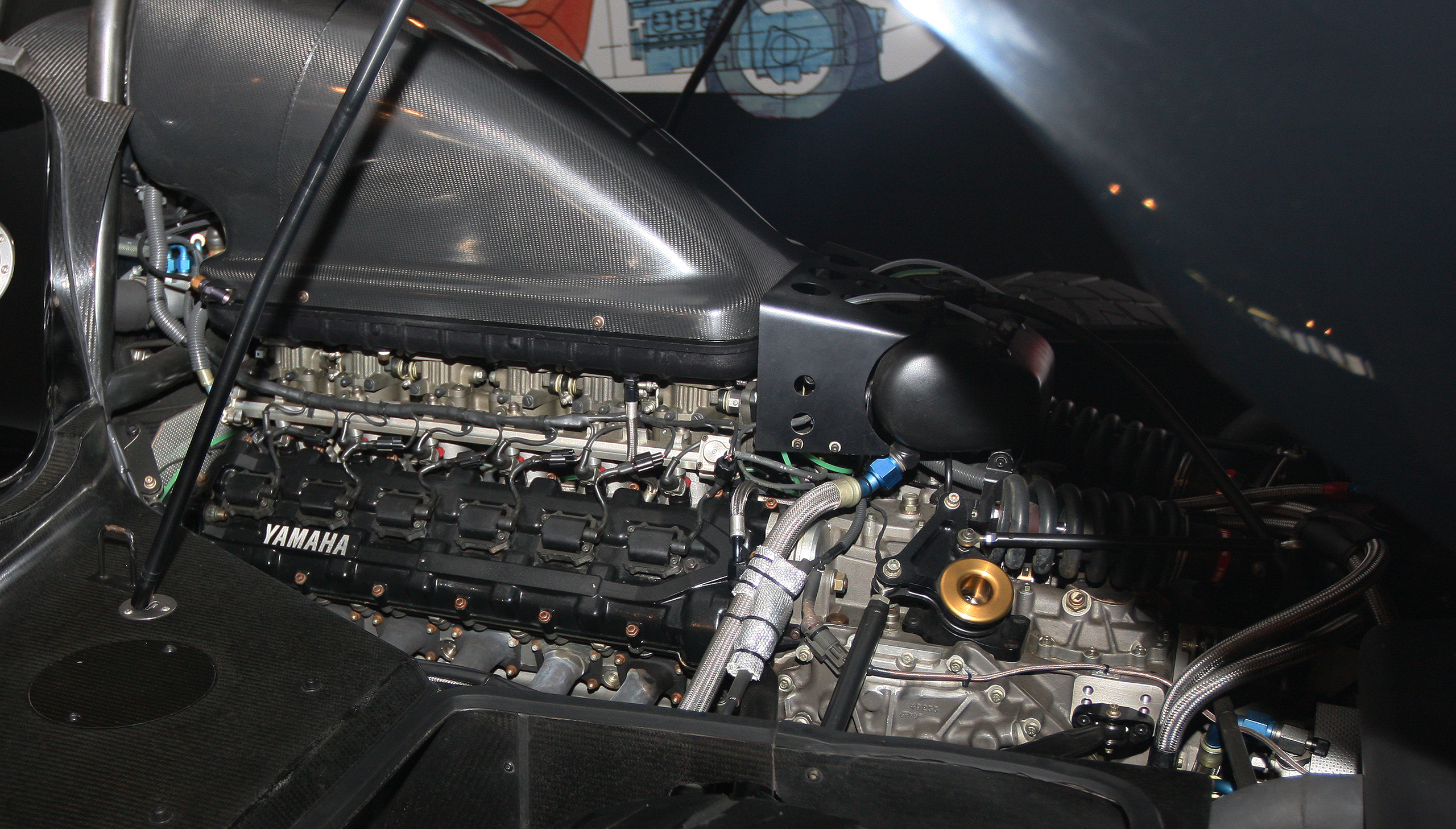
Vista del motore

Yamaha iniziò a gareggiare in Formula 1 come fornitore di motori per il team Zakspeed nel 1989 e, sfruttando l'esperienza acquisita in quel periodo, volle costruire un'auto sportiva da un foglio bianco basata sulla tecnologia e componentistica della Formula 1 dell'epoca. Anche se l'avventura in Formula 1 stava andando male, nel 1991 il team aveva introdotto un nuovo motore, l'OX99, che fu fornito alla scuderia Brabham F1. 
La Yamaha quindi, contattò un'azienda tedesca per progettare un'automobile stradale dotata di tale motorizzazione. La Yamaha non era soddisfatta del risultato perché la vettura era troppo simile alle auto sportive dell'epoca, quindi contattò la IAD per sviluppare la vettura. 
All'inizio del 1992, poco meno di 12 mesi dopo aver iniziato a lavorare al progetto, la IAD presentò una versione prototipale dell'auto. Il design dell'auto venne realizzato da Takuya Yura ed era originariamente concepito come vettura monoposto a ruote coperte e tetto chiuso. Tuttavia, Yamaha richiese che il veicolo fosse dotato di due posti in tandem come sulle motociclette. 
Caratteristiche degne di nota erano il telaio in fibra di carbonio e il motore V12 OX99 (un 3498 cm³ bancate da 70° e 400 CV/300 kW a 10 000 giri/min) derivato dalle vetture di F1 dell'epoca. La Yamaha OX99-11 inoltre era dotata di una singola portiera al posto delle solite 2 porte convenzionali.

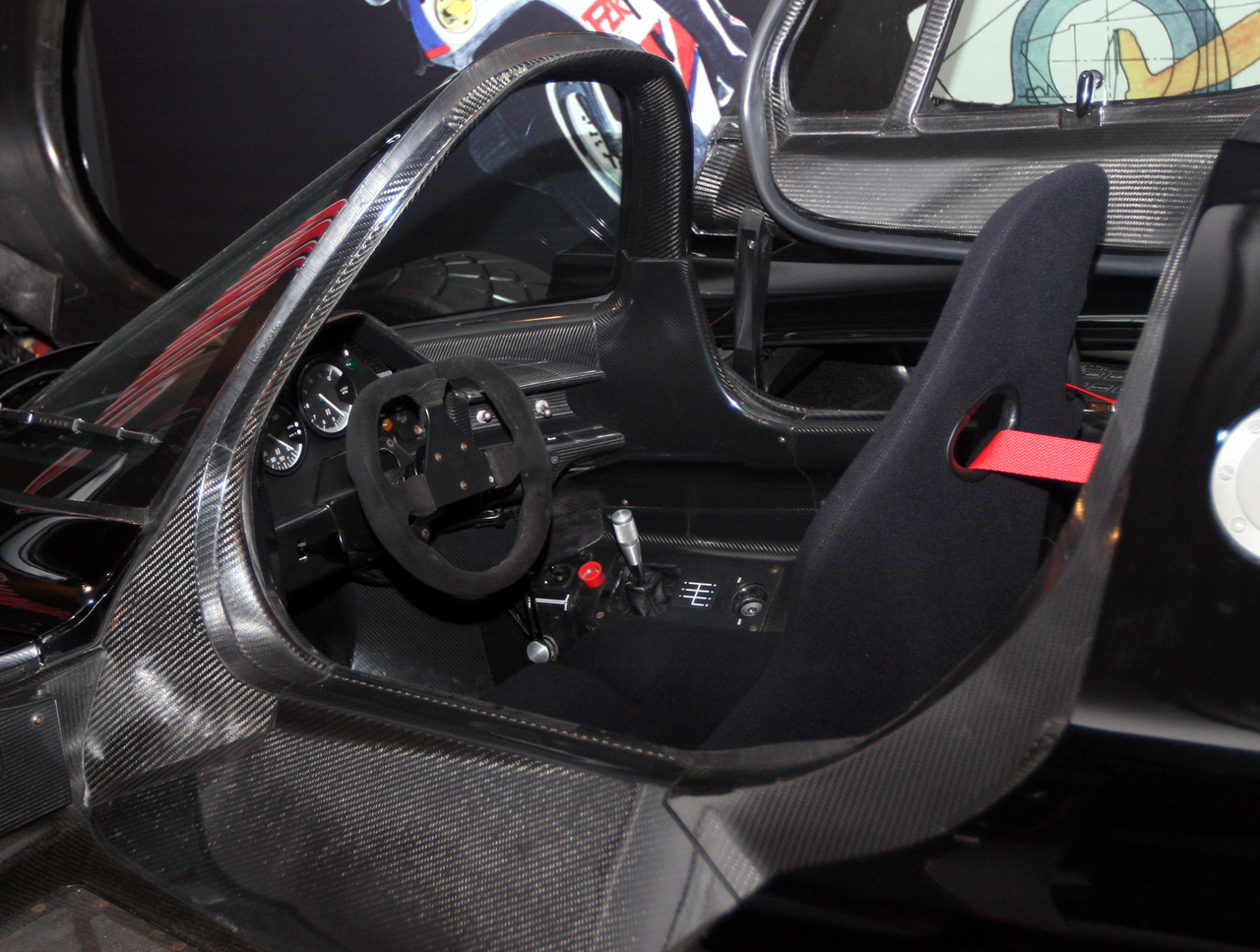
Vista degli interni

Tuttavia, i disaccordi sorti tra IAD e Yamaha sul budget portarono Yamaha a spostare il progetto alla sua divisione interna Ypsilon Technology, a cui vennero concessi sei mesi per terminare il progetto. A peggiorare le cose, il Giappone era in quel momento nel mezzo di una crisi finanziaria, il che portò la Yamaha a congelare il progetto.
Alla fine il progetto venne posticipato al 1994, per poi essere definitivamente cancellato. Un totale di tre prototipi vennero costruiti dalla IAD. 
Di tutte e le 3 gli esemplari realizzati, una è verde, un'altra è rossa e la terza è nera.